# Basquetebol nos Jogos Pan-Americanos de 2011 - Feminino
O torneio feminino de basquetebol nos Jogos Pan-Americanos de 2011 ocorreu entre 21 e 25 de outubro no Domo do CODE. Oito equipes participaram do evento.

## Medalhistas
|  | PUR Porto Rico |  | MEX México |  | BRA Brasil |
|  | Angelica Bermúdez Carla Cortijo Carla Escalera Michelle González Yolanda Jones Angiely Morales Michelle Pacheco Mari Plácido Pamela Rosado Jazmine Sepúlveda Cynthia Valentin Esmary Vargas |  | Marie Bibbs Alexis Castro Lourdes de Anda Abril García Monica García Sofia García Erika Gómez Fernanda Gutiérrez Laura Nuñez Maylene Ornelas Sonia Ortega Brisa Silva |  | Tássia Carcavalli Damiris Dantas Izabela de Andrade Bárbara de Queiroz Carina de Souza Érika de Souza Clarissa dos Santos Gilmara Justino Palmira Marçal Iziane Marques Jaqueline Silvestre Silvia Valente |

## Formato
As oito equipes foram divididas em dois grupos de quatro equipes. Cada equipe enfrentou as outras equipes do mesmo grupo, totalizando três jogos. As duas primeiras colocadas de cada grupo se classificaram as semifinais e as restantes para jogos de definição do quinto ao oitavo lugar. Nas semifinais, as vencedoras disputaram a final e as perdedoras a medalha de bronze.

## Primeira fase
|  | Equipes classificadas à fase final          |
|  | Equipes classificadas à disputa de 5º lugar |
|  | Equipes classificadas à disputa de 7º lugar |

Todas as partidas seguem o fuso horário local (UTC-6).

### Grupo A
| Equipe             | Pts | J | V | D | PF  | PC  | Dif | CD  |
| ------------------ | --- | - | - | - | --- | --- | --- | --- |
| MEX México         | 5   | 3 | 2 | 1 | 192 | 218 | –26 | 1–0 |
| PUR Porto Rico     | 5   | 3 | 2 | 1 | 222 | 216 | +6  | 0–1 |
| ARG Argentina      | 4   | 3 | 1 | 2 | 185 | 186 | –1  | 1–0 |
| USA Estados Unidos | 4   | 3 | 1 | 2 | 212 | 191 | +21 | 0–1 |

| 21 de outubro 13:00 | Relatório | Estados Unidos                                                         | 55–58 | Argentina                                                             |  | Domo do CODE, Guadalajara Árbitros: CAN Neil Donnelly ECU Luz Espinoza CUB Yuliet Méndez |  |
| 21 de outubro 13:00 | Relatório | Placar por quarto: 19–5, 5–15, 13–22, 18–16                            |       |                                                                       |  | Domo do CODE, Guadalajara Árbitros: CAN Neil Donnelly ECU Luz Espinoza CUB Yuliet Méndez |  |
| 21 de outubro 13:00 | Relatório | Pts: Breanna Stewart 18 Rbts: Breanna Stewart 21 Asts: Tavelyn James 2 |       | Pts: Melisa Gretter 21 Rbts: Agostina Burani 7 Asts: Melisa Gretter 5 |  | Domo do CODE, Guadalajara Árbitros: CAN Neil Donnelly ECU Luz Espinoza CUB Yuliet Méndez |  |

| 21 de outubro 20:00 | Relatório | México                                                                      | 76–74 | Porto Rico |  | Domo do CODE, Guadalajara Árbitros: BRA Karla Diniz URU Adrián Vázquez DOM Robinson Aracena |  |
| 21 de outubro 20:00 | Relatório | Placar por quarto: 23–17, 17–13, 21–27, 15–17                               |       | |  | Domo do CODE, Guadalajara Árbitros: BRA Karla Diniz URU Adrián Vázquez DOM Robinson Aracena |  |
| 21 de outubro 20:00 | Relatório | Pts: Brisa Silva 22 Rbts: Alexis Castro, Erika Gómez 10 Asts: Brisa Silva 5 |       | Pts: Jazmine Sepúlveda 20 Rbts: Jazmine Sepúlveda, Angiely Morales, Mari Plácido 5 Asts: Carla Cortijo, Michelle Pacheco 3 |  | Domo do CODE, Guadalajara Árbitros: BRA Karla Diniz URU Adrián Vázquez DOM Robinson Aracena |  |

| 22 de outubro 17:30 | Relatório | Estados Unidos                                                                        | 70–75 | Porto Rico                                                                              |  | Domo do CODE, Guadalajara Árbitros: CAN Reid Kenyon CUB Adrian Fernández LCA Vanesa Williams |  |
| 22 de outubro 17:30 | Relatório | Placar por quarto: 25–14, 8–19, 18–16, 19–26                                          |       |                                                                                         |  | Domo do CODE, Guadalajara Árbitros: CAN Reid Kenyon CUB Adrian Fernández LCA Vanesa Williams |  |
| 22 de outubro 17:30 | Relatório | Pts: Breanna Stewart 14 Rbts: Breanna Stewart, Shante Evans 11 Asts: Katelan Redmon 3 |       | Pts: Jazmine Sepúlveda 21 Rbts: Jazmine Sepulveda, Mari Plácido 6 Asts: Carla Cortijo 5 |  | Domo do CODE, Guadalajara Árbitros: CAN Reid Kenyon CUB Adrian Fernández LCA Vanesa Williams |  |

| 22 de outubro 20:00 | Relatório | Argentina                                                               | 57–58 | México                                                        |  | Domo do CODE, Guadalajara Árbitros: CRC Roberto Fernández COL Carlos Dueñas JAM Ricardo Hayles |  |
| 22 de outubro 20:00 | Relatório | Placar por quarto: 18–19, 19–10, 7–12, 13–17                            |       |                                                               |  | Domo do CODE, Guadalajara Árbitros: CRC Roberto Fernández COL Carlos Dueñas JAM Ricardo Hayles |  |
| 22 de outubro 20:00 | Relatório | Pts: Melisa Gretter 14 Rbts: Ornella Santana 3 Asts: Agostina Burani 11 |       | Pts: Erika Gómez 20 Rbts: Abril García 13 Asts: Erika Gómez 4 |  | Domo do CODE, Guadalajara Árbitros: CRC Roberto Fernández COL Carlos Dueñas JAM Ricardo Hayles |  |

| 23 de outubro 13:00 | Relatório | Porto Rico                                                             | 73–70 | Argentina                                                             |  | Domo do CODE, Guadalajara Árbitros: BRA Marcos Benito DOM Robinson Aracena CAN Neil Donnelly |  |
| 23 de outubro 13:00 | Relatório | Placar por quarto: 16–17, 21–22, 10–13, 26–18                          |       |                                                                       |  | Domo do CODE, Guadalajara Árbitros: BRA Marcos Benito DOM Robinson Aracena CAN Neil Donnelly |  |
| 23 de outubro 13:00 | Relatório | Pts: Carla Escalera 18 Rbts: Jazmine Sepúlveda 5 Asts: Carla Cortijo 4 |       | Pts: Agostina Burani 24 Rbts: Agostina Burani 7 Asts: Diana Cabrera 6 |  | Domo do CODE, Guadalajara Árbitros: BRA Marcos Benito DOM Robinson Aracena CAN Neil Donnelly |  |

| 23 de outubro 20:00 | Relatório | Estados Unidos                                                          | 58–87 | México                                                               |  | Domo do CODE, Guadalajara Árbitros: URU Adrián Vázquez VEN Americo Rodríguez BRA Karla Diniz |  |
| 23 de outubro 20:00 | Relatório | Placar por quarto: 14–10, 16–17, 15–35, 13–25                           |       |                                                                      |  | Domo do CODE, Guadalajara Árbitros: URU Adrián Vázquez VEN Americo Rodríguez BRA Karla Diniz |  |
| 23 de outubro 20:00 | Relatório | Pts: Breanna Stewart 17 Rbts: Katelan Redmon 10 Asts: Breanna Stewart 3 |       | Pts: Erika Gómez 17 Rbts: Fernanda Gutiérrez 6 Asts: Monica García 5 |  | Domo do CODE, Guadalajara Árbitros: URU Adrián Vázquez VEN Americo Rodríguez BRA Karla Diniz |  |

### Grupo B
| Equipe       | Pts | J | V | D | PF  | PC  | Dif  |
| ------------ | --- | - | - | - | --- | --- | ---- |
| BRA Brasil   | 6   | 3 | 3 | 0 | 280 | 140 | +140 |
| COL Colômbia | 5   | 3 | 2 | 1 | 195 | 169 | +26  |
| CAN Canadá   | 4   | 3 | 1 | 2 | 206 | 166 | +40  |
| JAM Jamaica  | 3   | 3 | 0 | 3 | 89  | 295 | –206 |

| 21 de outubro 10:30 | Relatório | Brasil | 78–53 | Canadá |  | Domo do CODE, Guadalajara Árbitros: ARG Juan José Fernández USA Amy Booner PUR Brenda Mateo |  |
| 21 de outubro 10:30 | Relatório | Placar por quarto: 24–15, 19–10, 14–22, 21–6                                                                                      |       | |  | Domo do CODE, Guadalajara Árbitros: ARG Juan José Fernández USA Amy Booner PUR Brenda Mateo |  |
| 21 de outubro 10:30 | Relatório | Pts: Iziane Marques 16 Rbts: Érika de Souza, Clarissa dos Santos 10 Asts: Bárbara de Queiroz, Érika de Souza, Tássia Carcavalli 3 |       | Pts: Justine Colley 14 Rbts: Justine Colley 7 Asts: Justine Colley, Megan Pinske, Lindsay Ledingham, Isidora Purkovic 2 |  | Domo do CODE, Guadalajara Árbitros: ARG Juan José Fernández USA Amy Booner PUR Brenda Mateo |  |

| 21 de outubro 17:30 | Relatório | Jamaica                                                                        | 26–83 | Colômbia                                                                                  |  | Domo do CODE, Guadalajara Árbitros: LCA Vanesa Williams ARG Mario Aluz MEX Armando Ramos |  |
| 21 de outubro 17:30 | Relatório | Placar por quarto: 7–20, 5–14, 12–15, 2–34                                     |       |                                                                                           |  | Domo do CODE, Guadalajara Árbitros: LCA Vanesa Williams ARG Mario Aluz MEX Armando Ramos |  |
| 21 de outubro 17:30 | Relatório | Pts: Shereel Brown 10 Rbts: Sasha Dixon 8 Asts: Zandria Dell, Simone Jackson 2 |       | Pts: Narlyn Mosquera 21 Rbts: Ana Sofía Mendoza, Katherine Quimbaya 6 Asts: Sara Olarte 5 |  | Domo do CODE, Guadalajara Árbitros: LCA Vanesa Williams ARG Mario Aluz MEX Armando Ramos |  |

| 22 de outubro 10:30 | Relatório | Brasil                                                                    | 116–34 | Jamaica                                                                         |  | Domo do CODE, Guadalajara Árbitros: MEX Arnoldo Dorame ECU Luz Espinoza PUR Roberto Vázquez |  |
| 22 de outubro 10:30 | Relatório | Placar por quarto: 25–2, 27–9, 30–11, 34–12                               |        |                                                                                 |  | Domo do CODE, Guadalajara Árbitros: MEX Arnoldo Dorame ECU Luz Espinoza PUR Roberto Vázquez |  |
| 22 de outubro 10:30 | Relatório | Pts: Érika de Souza 22 Rbts: Érika de Souza 15 Asts: Bárbara de Queiroz 9 |        | Pts: Simone Jackson 13 Rbts: Sasha Dixon 4 Asts: Simone Jackson, Zandria Dell 1 |  | Domo do CODE, Guadalajara Árbitros: MEX Arnoldo Dorame ECU Luz Espinoza PUR Roberto Vázquez |  |

| 22 de outubro 13:00 | Relatório | Canadá                                                                           | 57–59 | Colômbia                                                                            |  | Domo do CODE, Guadalajara Árbitros: VEN Americo Rodríguez USA Winston Stith CUB Yuliet Méndez |  |
| 22 de outubro 13:00 | Relatório | Placar por quarto: 9–9, 23–16, 9–15, 16–19                                       |       |                                                                                     |  | Domo do CODE, Guadalajara Árbitros: VEN Americo Rodríguez USA Winston Stith CUB Yuliet Méndez |  |
| 22 de outubro 13:00 | Relatório | Pts: Alisha Tatham 17 Rbts: Megan Pinske 11 Asts: Justine Colley, Megan Pinske 4 |       | Pts: Narlyn Mosquera 21 Rbts: Mabel Martínez 7 Asts: Mabel Martínez, Levys Torres 3 |  | Domo do CODE, Guadalajara Árbitros: VEN Americo Rodríguez USA Winston Stith CUB Yuliet Méndez |  |

| 23 de outubro 10:30 | Relatório | Colômbia                                                                                     | 53–86 | Brasil                                                                                    |  | Domo do CODE, Guadalajara Árbitros: ARG Mario Aluz USA Amy Booner MEX Armando Ramos |  |
| 23 de outubro 10:30 | Relatório | Placar por quarto: 13–17, 14–25, 18–22, 8–22                                                 |       |                                                                                           |  | Domo do CODE, Guadalajara Árbitros: ARG Mario Aluz USA Amy Booner MEX Armando Ramos |  |
| 23 de outubro 10:30 | Relatório | Pts: Leidy Sánchez 13 Rbts: Elisa García, Jenifer Muñoz 7 Asts: Sara Olarte, Leidy Sánchez 2 |       | Pts: Iziane Marques 25 Rbts: Érika de Souza 13 Asts: Bárbara de Queiroz, Iziane Marques 4 |  | Domo do CODE, Guadalajara Árbitros: ARG Mario Aluz USA Amy Booner MEX Armando Ramos |  |

| 23 de outubro 17:30 | Relatório | Canadá | 96–29 | Jamaica                                                                                           |  | Domo do CODE, Guadalajara Árbitros: PUR Brenda Mateo CUB Yuliet Méndez LCA Vanesa Williams |  |
| 23 de outubro 17:30 | Relatório | Placar por quarto: 17–8, 32–6, 20–13, 27–2 |       |                                                                                                   |  | Domo do CODE, Guadalajara Árbitros: PUR Brenda Mateo CUB Yuliet Méndez LCA Vanesa Williams |  |
| 23 de outubro 17:30 | Relatório | Pts: Justine Colley 16 Rbts: Emma Wolfram 11 Asts: Justine Colley, Megan Pinske, Jillian Humbert, Isidora Purkovic, Kellie Ring, Taijah Campbell 3 |       | Pts: Sasha Dixon 13 Rbts: Sasha Dixon 7 Asts: Zandria Dell, Melissa Farquharson, Simone Jackson 1 |  | Domo do CODE, Guadalajara Árbitros: PUR Brenda Mateo CUB Yuliet Méndez LCA Vanesa Williams |  |

## Fase final
|  | Semifinais            | Semifinais            |    |                       | Final                 | Final |  |
|  |                       |                       |    |                       |                       |       |  |
|  | 24 de outubro – 13:00 |                       |    |                       |                       |       |  |
|  | BRA Brasil            | 68                    |    |                       |                       |       |  |
|  | PUR Porto Rico        | 69                    |    |                       |                       |       |  |
|  |                       |                       |    |                       |                       |       |  |
|  |                       |                       |    |                       | 25 de outubro – 20:00 |       |  |
|  |                       |                       |    |                       | PUR Porto Rico        | 85    |  |
|  |                       | MEX México            | 67 |                       |                       |       |  |
|  |                       |                       |    |                       |                       |       |  |
|  |                       |                       |    |                       |                       |       |  |
|  |                       |                       |    |                       | 3º lugar              |       |  |
|  | 24 de outubro – 20:00 | 24 de outubro – 20:00 |    | 25 de outubro – 17:30 | 25 de outubro – 17:30 |       |  |
|  | MEX México            | 64                    |    | BRA Brasil            | 87                    |       |  |
|  | COL Colômbia          | 58                    |    |                       | COL Colômbia          | 48    |  |

### Semifinais
| 24 de outubro 13:00 | Relatório | Brasil                                                                | 68–69 | Porto Rico                                                           |  | Domo do CODE, Guadalajara Árbitros: VEN Americo Rodríguez CUB Yuliet Méndez JAM Ricardo Hayles |  |
| 24 de outubro 13:00 | Relatório | Placar por quarto: 17–13, 23–22, 12–21, 16–13                         |       |                                                                      |  | Domo do CODE, Guadalajara Árbitros: VEN Americo Rodríguez CUB Yuliet Méndez JAM Ricardo Hayles |  |
| 24 de outubro 13:00 | Relatório | Pts: Silvia Valente 16 Rbts: Érika de Souza 15 Asts: Palmira Marçal 4 |       | Pts: Jazmine Sepúlveda 22 Rbts: Mari Plácido 7 Asts: Carla Cortijo 4 |  | Domo do CODE, Guadalajara Árbitros: VEN Americo Rodríguez CUB Yuliet Méndez JAM Ricardo Hayles |  |

| 24 de outubro 20:00 | Relatório | México                                                                                  | 64–58 | Colômbia                                                                                  |  | Domo do CODE, Guadalajara Árbitros: ARG Juan José Fernández CUB Adrian Fernández CAN Reid Kenyon |  |
| 24 de outubro 20:00 | Relatório | Placar por quarto: 16–16, 21–10, 10–18, 17–14                                           |       |                                                                                           |  | Domo do CODE, Guadalajara Árbitros: ARG Juan José Fernández CUB Adrian Fernández CAN Reid Kenyon |  |
| 24 de outubro 20:00 | Relatório | Pts: Abril García, Erika Gómez 15 Rbts: Abril García, Erika Gómez 8 Asts: Erika Gómez 6 |       | Pts: Mabel Martínez 15 Rbts: Narlyn Mosquera, Katherine Quimbaya 5 Asts: Mabel Martínez 5 |  | Domo do CODE, Guadalajara Árbitros: ARG Juan José Fernández CUB Adrian Fernández CAN Reid Kenyon |  |

### Disputa pelo 7º lugar
| 24 de outubro 10:30 | Relatório | Estados Unidos                                                                                    | 87–41 | Jamaica                                                             |  | Domo do CODE, Guadalajara Árbitros: MEX Armando Ramos ECU Luz Espinoza COL Carlos Dueñas |  |
| 24 de outubro 10:30 | Relatório | Placar por quarto: 24–11, 28–6, 19–15, 16–9                                                       |       |                                                                     |  | Domo do CODE, Guadalajara Árbitros: MEX Armando Ramos ECU Luz Espinoza COL Carlos Dueñas |  |
| 24 de outubro 10:30 | Relatório | Pts: Tavelyn James 19 Rbts: Shante Evans, Avery Warley 10 Asts: Tavelyn James, Marissa Kastanek 5 |       | Pts: Simone Jackson 19 Rbts: Simone Jackson 10 Asts: Zandria Dell 2 |  | Domo do CODE, Guadalajara Árbitros: MEX Armando Ramos ECU Luz Espinoza COL Carlos Dueñas |  |

### Disputa pelo 5º lugar
| 24 de outubro 17:30 | Relatório | Argentina                                                            | 50–38 | Canadá                                                             |  | Domo do CODE, Guadalajara Árbitros: BRA Karla Diniz USA Winston Stith MEX Arnoldo Dorame |  |
| 24 de outubro 17:30 | Relatório | Placar por quarto: 17–4, 6–9, 16–13, 11–12                           |       |                                                                    |  | Domo do CODE, Guadalajara Árbitros: BRA Karla Diniz USA Winston Stith MEX Arnoldo Dorame |  |
| 24 de outubro 17:30 | Relatório | Pts: Paula Reggiardo 17 Rbts: Agostina Burani 8 Asts: Sandra Pavón 2 |       | Pts: Justine Colley 11 Rbts: Emma Wolfram 7 Asts: Justine Colley 3 |  | Domo do CODE, Guadalajara Árbitros: BRA Karla Diniz USA Winston Stith MEX Arnoldo Dorame |  |

### Disputa pelo bronze
| 25 de outubro 17:30 | Relatório | Brasil | 87–48 | Colômbia                                                            |  | Domo do CODE, Guadalajara Árbitros: ARG Mario Aluz MEX Armando Ramos PUR Brenda Mateo |  |
| 25 de outubro 17:30 | Relatório | Placar por quarto: 24–11, 17–19, 28–11, 18–7                                                                                |       |                                                                     |  | Domo do CODE, Guadalajara Árbitros: ARG Mario Aluz MEX Armando Ramos PUR Brenda Mateo |  |
| 25 de outubro 17:30 | Relatório | Pts: Iziane Marques 20 Rbts: Érika de Souza 9 Asts: Damiris Dantas, Érika de Souza, Tássia Carcavalli, Izabela de Andrade 2 |       | Pts: Leidy Sánchez 12 Rbts: María Palacio 7 Asts: Narlyn Mosquera 4 |  | Domo do CODE, Guadalajara Árbitros: ARG Mario Aluz MEX Armando Ramos PUR Brenda Mateo |  |

### Final
| 25 de outubro 20:00 | Relatório | Porto Rico                                                         | 85–67 | México                                                                       |  | Domo do CODE, Guadalajara Árbitros: URU Adrián Vázquez CAN Neil Donnelly USA Amy Booner |  |
| 25 de outubro 20:00 | Relatório | Placar por quarto: 14–11, 21–19, 25–19, 25–18                      |       |                                                                              |  | Domo do CODE, Guadalajara Árbitros: URU Adrián Vázquez CAN Neil Donnelly USA Amy Booner |  |
| 25 de outubro 20:00 | Relatório | Pts: Carla Cortijo 29 Rbts: Carla Cortijo 6 Asts: Carla Cortijo 10 |       | Pts: Erika Gómez 33 Rbts: Erika Gómez 16 Asts: Abril García, Monica García 5 |  | Domo do CODE, Guadalajara Árbitros: URU Adrián Vázquez CAN Neil Donnelly USA Amy Booner |  |

## Classificação final
| Pos.              | Equipe             | Campanha (V–D) |
| ----------------- | ------------------ | -------------- |
| Medalha de ouro   | PUR Porto Rico     | 4–1            |
| Medalha de prata  | MEX México         | 3–2            |
| Medalha de bronze | BRA Brasil         | 4–1            |
| 4                 | COL Colômbia       | 2–3            |
| 5                 | ARG Argentina      | 2–2            |
| 6                 | CAN Canadá         | 1–3            |
| 7                 | USA Estados Unidos | 2–2            |
| 8                 | JAM Jamaica        | 0–4            |